# Pseudo-Jenofonte
Pseudo-Jenofonte es la denominación que se le ha dado al autor de un libro titulado La Constitución de los atenienses. Esta obra fue atribuida por algunos a Jenofonte, pero ha sido rechazada por la mayoría de los historiadores, ya desde la Antigüedad. Demetrio de Magnesia ya rechazó la atribución a Jenofonte aludiendo para ello motivos estilísticos y calificando la obra como monótona y torpe. La fecha que suele asignarse a la composición de la obra también es un argumento contrario a la autoría de Jenofonte. Algunos han señalado como posibles autores de la obra a Tucídides el de Melesias, Tucídides, Antifonte y Critias.
Suele admitirse, por diversos indicios que aparecen en el texto, que el autor debió ser ateniense, que escribió desde fuera de Atenas, y que pertenecía al grupo de la oligarquía, pues en la obra se muestra favorable a los nobles. Hay acuerdo entre los historiadores sobre que la fecha de composición debe situarse en una época delimitada por los años 440 y 420 a. C.